# Mulheres ianomâmis
Os ianomâmis são um grupo indígena que vive na Floresta Amazônica na fronteira com a Venezuela e o Brasil. É relativamente bem numerosa mesmo que tenham sido reduzido bastante ao longo dos anos, estima-se que existam cerca de 35.000 indígenas. Eles são índios interfluviais que vivem em pequenas aldeias ao longo dos rios Mavaca e Orinoco, com cada aldeia consistindo de um único shabono, ou habitação comunitária. Quase sem contato com o mundo exterior, os ianomâmi foram afetados por doenças introduzidas pelos garimpeiros desde os anos 1980. Estudos antropológicos têm enfatizado que os ianomâmis são um povo violento e, embora isso possa ser verdade, as mulheres da cultura ianomâmi geralmente se abstêm da violência e da guerra. Embora os homens dominem a cultura ianomâmi, as mulheres ianomâmis desempenham um papel importante na manutenção de seu estilo de vida.
Eles falam uma variedade de línguas da família ianomâmi.
Essas mulheres participam de tempos em tempos do Mulheres Ianomâmi em Movimento, que é um encontro entre as mulheres ianomâmis em que elas discutem, refletem e trocam coisas sobre os cuidados com a Terra e a natureza. Em 2014 houve o 8° Mulheres Ianomâmis em Movimento.

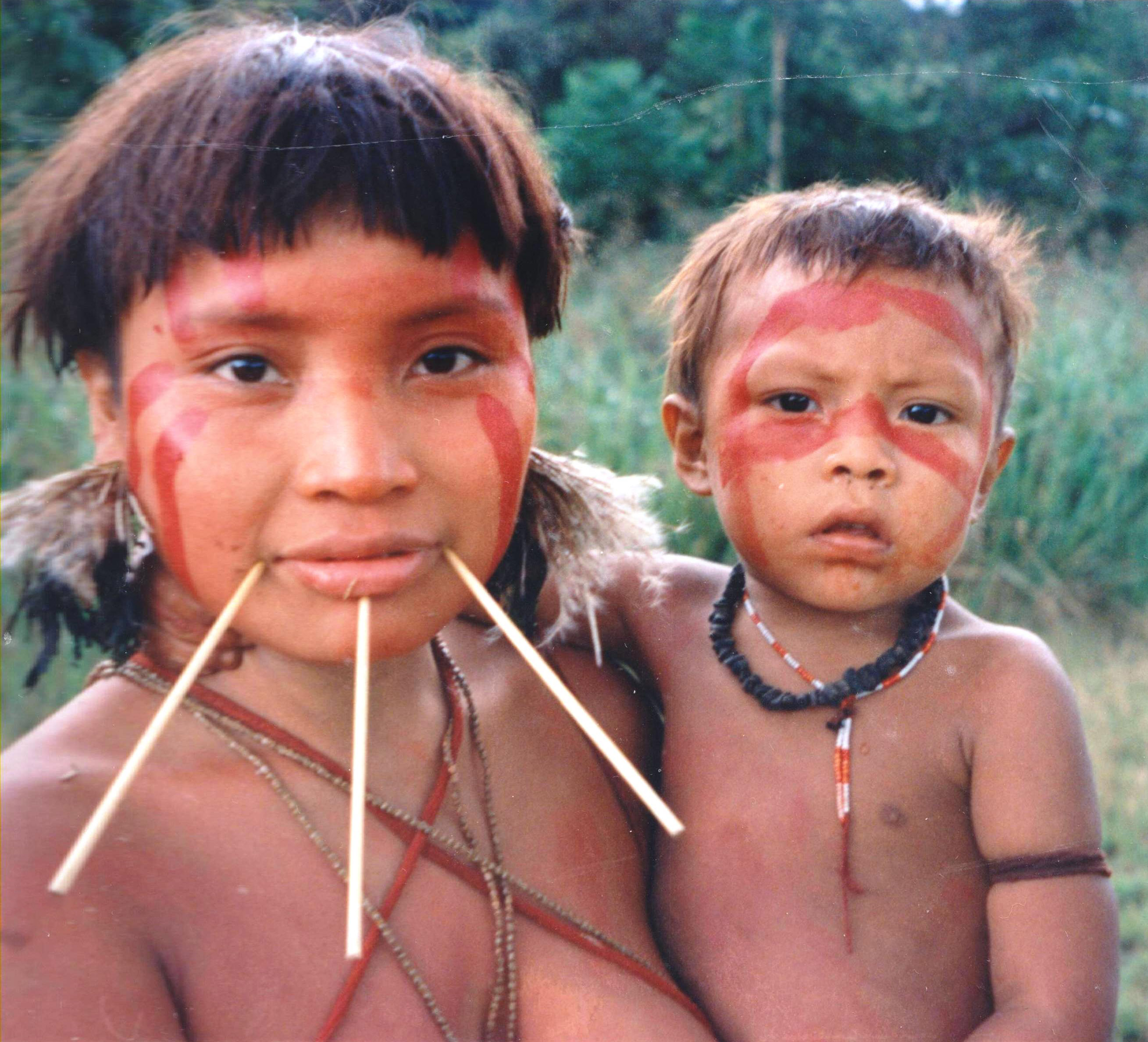
Mulheres ianomami enfeitam o rosto com gravetos que perfuram as bochechas e os lábios. Foto tirada em Homoxi, Brasil, junho de 1997

## Vida doméstica
As mulheres da tribo ianomâmi são responsáveis pelas tarefas domésticas e tarefas domésticas, excluindo a caça e o abate de animais selvagens já que estes são feitos pelos homens, que também vão para as guerras enquanto as mulheres ficam na aldeia. Embora as mulheres não caçam, elas trabalham na roça e colhem frutas, vegetais, plantas medicinais, peixes, pequenos animais, mel e insetos para se alimentar. Os lotes do jardim são separados pela família. Cultiva -se banana, cana-de-açúcar, manga, batata-doce, mamão papaia, mandioca e outras frutas, legumes e outros tipos de plantas e culturas. Cerca de 60 culturas diferentes são cultivadas e colhidas nessas hortas, que representam cerca de 80% da alimentação das mulheres e a aldeia. As mulheres também coletam nozes, mariscos e larvas de insetos. O mel silvestre é muito valorizado e os ianomami cultivam e colhem 15 tipos diferentes.  As mulheres ianomami cultivam essas roças até que não fiquem mais férteis e depois mudam suas roças. Como o solo amazônico não é muito fértil, um novo jardim é aberto a cada dois ou três anos para que as plantações e a colheita continuem para a sobrevivência da aldeia.
Espera-se que as mulheres carreguem cargas de de safras nas costas durante a temporada de colheita, usando tiras de casca de árvore e cestos tecidos. Bananas e larvas são fontes comuns de alimento e são a base da dieta ianomâmi.

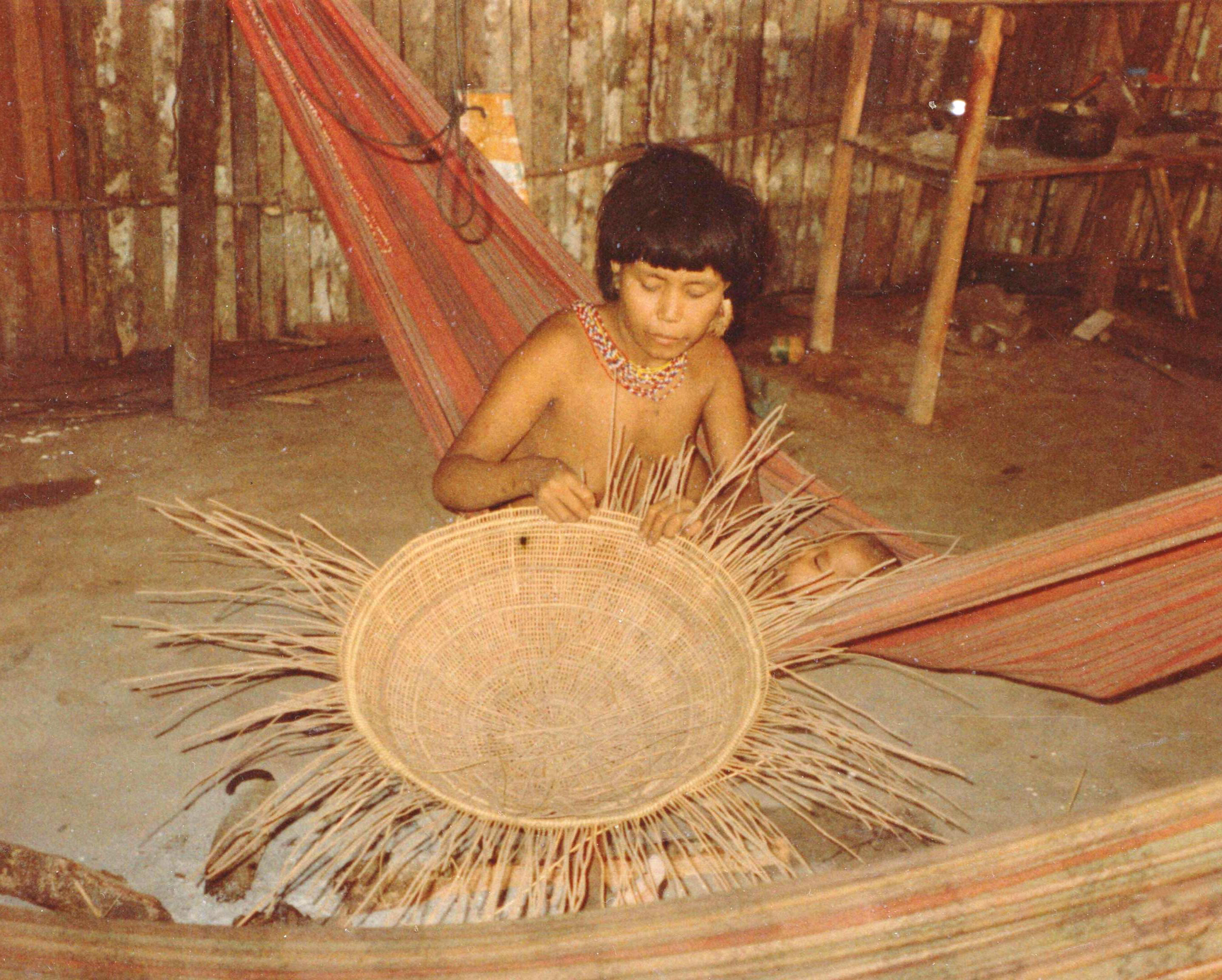
Mulher ianomami tece cesta na maloca do Eduardo no Brasil, junho de 1999

Os homens e mulheres tem papéis diferentes,  enquanto os homens caçam, as mulheres e crianças pequenas saem em busca de ninhos de cupins e outras larvas, que mais tarde serão assadas em torno das fogueiras da família. Cada família tem seu próprio lar onde a comida é preparada e cozida durante o dia. À noite, redes são penduradas perto do fogo, que é alimentado a noite toda para manter as pessoas aquecidas. Embora a caça responda por apenas 10% da comida ianomâmi, entre os homens é considerada a mais conceituada das habilidades e a carne é muito valorizada por todos. Nenhum caçador come a carne que matou. Em vez disso, ele compartilha com amigos e familiares. Em troca, ele receberá carne de outro caçador. Às vezes, as mulheres também perseguem sapos, caranguejos terrestres ou lagartas, ou até procuram trepadeiras que podem ser tecidas em cestos. Enquanto algumas mulheres reúnem essas pequenas fontes de alimento, outras mulheres pescam por várias horas durante o dia. As mulheres também costumam usar plantas como a mandioca para fazer bolos achatados, que cozinham sobre uma pequena pilha de carvão.
Espera-se que as mulheres ianomâmis tenham e criem muitos filhos, que desde muito cedo ajudam suas mães nas tarefas domésticas, e as mães contam muito com a ajuda de suas filhas no trabalho da aldeia que é bem importante..
Com pequenos fios de cascas e raízes coletados pelos ianomâmi, as mulheres ianomâmis tecem e decoram cestos. Eles usam essas cestas para carregar plantas, safras e alimentos para trazer de volta ao rio shabono. Eles usam uma baga vermelha conhecida como onoto para tingir as cestas, bem como pintar seus corpos e tingir suas tanga. Depois que os cestos são pintados, eles são decorados com pigmento de carvão mastigado.

## Puberdade e menstruação
O início da menstruação simboliza o início da feminilidade. As meninas geralmente começam a menstruar por volta dos 12-15 anos. As meninas costumam ficar noivas antes da menarca e o casamento só pode ser consumado quando a menina começa a menstruar, embora o tabu seja frequentemente violado e muitas meninas se tornem sexualmente ativas antes disso. A palavra ianomâmi para menstruação (roo) é traduzida literalmente como "agachamento" em português, pois eles não usam absorventes nem panos para absorver o sangue. Devido à crença de que o sangue menstrual é venenoso e perigoso, as meninas são mantidas escondidas em uma pequena estrutura em forma de tenda construída com uma tela de folhas. Um buraco profundo é construído na estrutura sobre a qual as meninas se agacham, para "se livrar" de seu sangue. Essas estruturas são consideradas telas de isolamento já que eles consideram o sangue de menstruação venenoso e que pode causar doenças então eles deixam as mulheres que têm menstruação menstruarem lá e deixarem as coisas ruins do sangue da menstruação para trás.

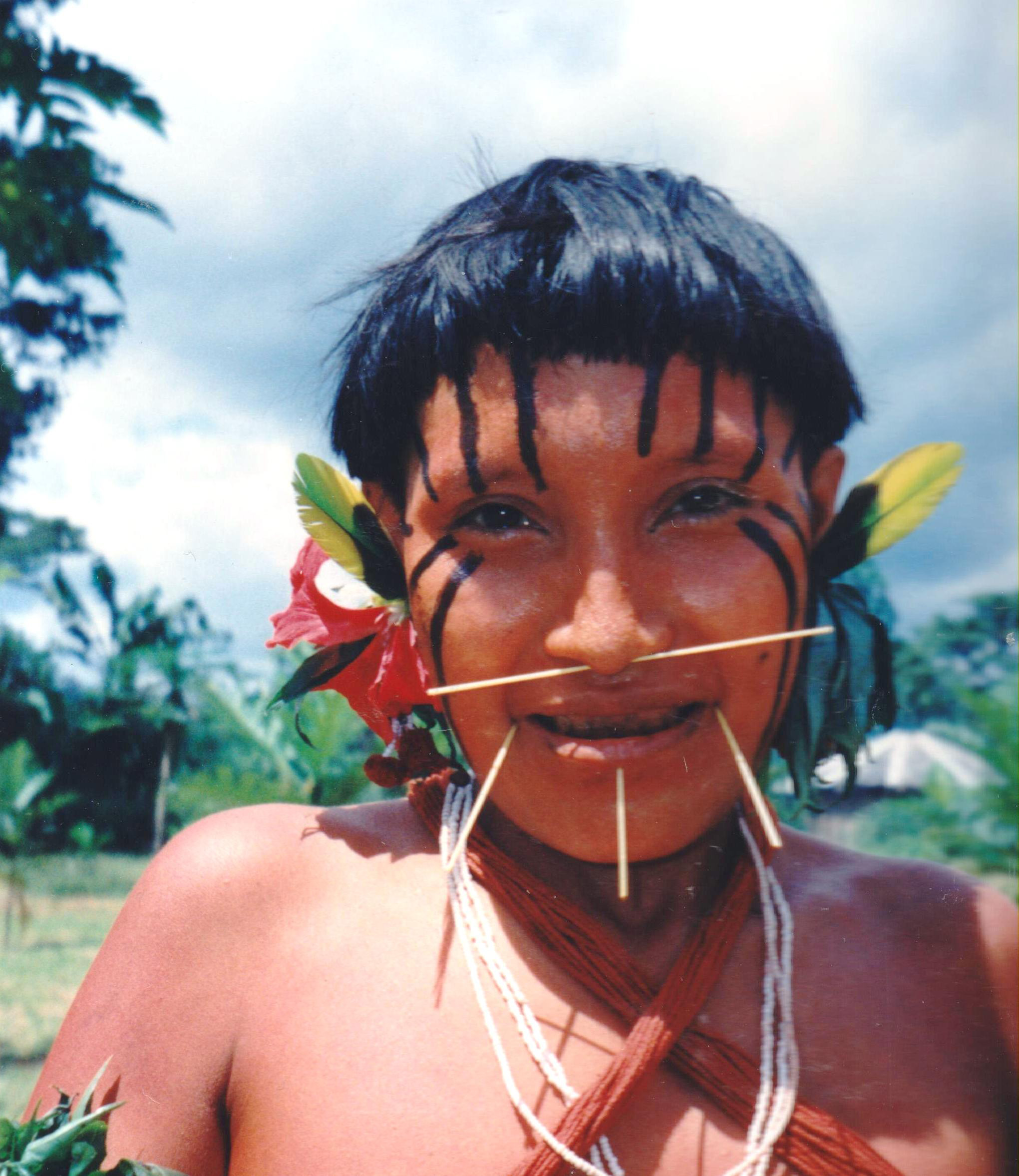
Menina ianomami em Xidea, Brasil, agosto de 1997

A mãe é avisada imediatamente, e ela, juntamente com as amigas mais velhas da menina, são responsáveis por descartar suas velhas roupas de algodão e devem substituí-las por novas, simbolizando sua feminilidade e disponibilidade para o casamento. Durante a semana da primeira menstruação, a menina é alimentada com um graveto, pois ela está proibida de tocar na comida de qualquer forma. Durante o confinamento, ela deve sussurrar ao falar e pode falar apenas com parentes próximos, como irmãos ou pais, mas nunca com um homem.
Até o momento da menstruação, as meninas são tratadas como crianças, e são responsáveis apenas por ajudar suas mães nos trabalhos domésticos. Quando se aproximam da idade da menstruação, são procuradas pelos homens como esposas em potencial. A puberdade não é vista como um período significativo para os filhos ianomâmis do sexo masculino, mas é considerada muito importante para o sexo feminino. Após menstruar pela primeira vez, as meninas devem deixar a infância e entrar na vida adulta, assumindo as responsabilidades de uma mulher ianomâmi adulta. Depois que uma menina começa a menstruar, ela é proibida de mostrar sua genitália e deve se manter coberta com uma tanga .
O ciclo menstrual das mulheres ianomâmis não ocorre com frequência devido à constante amamentação ou parto, e é tratado como uma ocorrência muito significativa apenas neste momento.

## Casamento e tradições de casamento
Na sociedade ianomami, as cerimônias de casamento são quase inexistentes e não são celebradas de forma alguma. O casamento é uma dinâmica social dentro das aldeias e geralmente é motivado por oportunidades políticas por homens que procuram alianças com outros homens de diferentes aldeias.  A poligamia é comum, o que significa que os maridos podem ter muitas esposas. A demanda por mulheres supera a real população de mulheres ianomâmis devido à crescente prática da poligamia.  Uma garota pode ser prometida a um homem com apenas cinco ou seis anos, entretanto, não pode oficialmente se casar até depois de seu primeiro período menstrual. Já que esta é a idade mínima de casamento e relações sexuais antes da primeira menstruação são considerados tabus.
Depois que uma menina ianomâmi tem sua primeira menstruação, ela é literalmente entregue por um dos pais a outro homem, geralmente um parente. Os casamentos entre primos cruzados, que são casamentos entre a menina e o filho de um tio materno ou tia paterna, são a forma mais comum de casamento. A maioria prefere se casar dentro da mesma comunidade, por medo de rupturas violentas entre comunidades diferentes. A fêmea vai morar com o esposo e deve cumprir as tarefas e deveres que antes fazia para a mãe mas agora para o novo marido.
A violência e o abuso entre casais na cultura ianomâmi são muito comuns, e se a mulher sentir que não suporta mais viver com o marido, ela pode fugir para morar com os irmãos, mas isso também pode causar sérios problema a elas, porque se elas forem pegas, podem ser estupradas, espancadas e agredidas de outras formas.
A poligamia é comumente praticada na cultura ianomâmi. A esposa mais velha em um casamento geralmente tem precedência sobre as outras e pode atuar como chefe ou superior sobre as outras esposas. Ela geralmente não tem mais relações sexuais com o marido muitas vezes por causa da idade, mas pode dar as tarefas mais desagradáveis e difíceis à esposa que escolher. O marido não deve mostrar favoritos, devido ao ciúme entre as esposas, o que pode acabar gerando conflitos entre elas e também até afetar o marido.

## Violência
Os ianomami são muito conhecidos pelo uso de violência extrema, não só com povos e tribos, mas entre eles mesmo nas aldeias por causa de coisas como se uma esposa fugir de um marido. O povo ianomami tem um histórico de atitudes extremamente violentas não apenas com outras tribos, mas entre si. Os homens geralmente iniciam essa violência e as mulheres costumam ser vítimas de abuso físico e raiva. A guerra entre as aldeias é comum, mas não afeta muito as mulheres já que elas não vão para a guerra lutar. Quando as tribos ianomami lutam e atacam as tribos próximas, as mulheres são frequentemente estupradas, espancadas como punição por tentar fugir e para controla-las e depois são trazidas de volta ao shabono para serem mantidas em sua tribo. Durante as batidas, homens ianomâmis capturam e trazem de volta as outras mulheres na esperança de casar com elas. Embora capturar mulheres não seja o foco dessas incursões, é visto como um benefício secundário. As esposas são agredidas regularmente, para controla-las e mantê-las dóceis e fiéis aos maridos.  O ciúme sexual causa a maioria da violência.
As mulheres são espancadas com porretes, paus, facões e outros objetos pontiagudos e outros armamentos pontiagudos como punição por algo. A queimadura com um bastão de marca ocorre com frequência e simboliza a força ou domínio do homem sobre sua esposa que pode também ser identificada com esposa.

## Rituais e festividades
Os rituais são uma parte muito importante da cultura ianomami. O mundo espiritual é parte fundamental da vida ianomami. Cada criatura, rocha, árvore e montanha tem um espírito. Às vezes, eles são malévolos e agressivos (shawara) e acredita-se que causem doenças. Às vezes, eles são benevolentes e ajudam a combater doenças (hekura). Embora muitas cerimônias excluam o envolvimento ou a participação feminina, as mulheres desempenham um papel importante na preparação dessas cerimônias. Para grandes cerimônias, as mulheres ianomâmis preparam alimentos e fermentam bebidas alcoólicas para os homens. As mulheres também participam da prática do endocanibalismo, onde as cinzas de um parente falecido são misturadas com bananas cozidas e consumidas. Essa tradição visa fortalecer o povo ianomami e manter vivo o espírito daquele indivíduo mesmo ele estando morto. O consumo ritual das cinzas é acompanhado de luto e recontagem da biografia do indivíduo, única vez em que o nome do falecido pode ser mencionado após sua morte.

## Política
Na cultura ianomami, uma mulher pode ser xamã, que é uma líder religiosa, mas não chefe. Isso se deve ao fato de que se espera que os chefes sejam mantenedores da paz e guerreiros valentes, ambos exigem força e violência, o que apenas homens são considerados aptos a isso, as mulheres não são consideradas na cultura ianomami. Nesta sociedade, as mulheres ganham respeito à medida que envelhecem, depois que se casam e têm filhos. As mulheres idosas são muito respeitadas e, em última análise, podem se tornar imunes à violência e às guerras entre as aldeias. Eles são imunes à violência dos invasores e podem viajar com segurança de uma aldeia para outra sem medo de se machucar. Normalmente, espera-se que mulheres idosas recuperem o corpo de um ianomâmi morto em uma operação. Embora as mulheres sejam desrespeitadas e menosprezadas em uma idade jovem, mas quando crescem elas são respeitadas e muito apreciadas e têm muito poder na política tribal e na tomada de decisões na tribo.